# Rousson (Gard)
Rousson – miejscowość i gmina we Francji, w regionie Oksytania, w departamencie Gard.
Według danych na rok 1990 gminę zamieszkiwały 3164 osoby, a gęstość zaludnienia wynosiła 97 osób/km² (wśród 1545 gmin Langwedocji-Roussillon Rousson plasuje się na 121. miejscu pod względem liczby ludności, natomiast pod względem powierzchni na miejscu 157.).